# Carte-obiect. Carte-spirit
Carte-obiect. Carte-spirit este un film românesc din 1991 regizat de Sorin Ilieșiu.